# 彥八井耳命
彦八井耳命（ひこやゐみみ の みこと，彥八井命、日子八井命，生、歿年不詳）為日本第一代神武天皇與媛蹈鞴五十鈴媛命所生的皇子，其兄弟有神八井耳命、神沼河耳命（《日本書紀》作神渟名川耳命，即綏靖天皇），異母兄弟則為當藝志美美命。別名有彥八井耳命、彥八井命、武國龍命、草部吉見神、高知保神等，為茨田連（まむた の むらじ）、手島連之祖。

## 概要
《日本書紀》並未記錄彥八井耳命之名，《新撰姓氏錄》和《阿蘇氏系圖》卻提到他是神八井耳命的兒子，屬於茨田宿禰、茨田連、下家連、江首、尾張部、豐島連的祖先。

### 古事記之記載
據《古事記》上卷之記載，庚申年八月神武天皇欲立正妃，廣求世族豪門，聽聞比賣多多良伊須氣余理比賣貌美絕色，即迎娶之。神武天皇即位元年，立為皇后，生日子八井命、神八井耳命（かむやゐみみ の みこと）、神沼河耳命（かむぬなかはみみ の みこと，即為後來的綏靖天皇）。
神武天皇駕崩後，同父異母的兄長當藝志美美命為了奪下皇位，娶其後母媛蹈鞴五十鈴媛命為妻，並計畫暗殺日子八井命、神八井耳命、神沼河耳命等三位異母兄弟。但這三位兄弟反倒先下手為強，由神沼河耳命手持兵器殺死手研耳命。後者死亡後，日子八井命（茨田連、手島連之祖）、神八井耳命雖為兄長，但因下手的是弟弟神沼河耳命，所以把皇位讓給他，成為第二代綏靖天皇。

## 信仰
現今主祭彦八井耳命的神社主要有下列：
- 堤根神社（大阪府門真市）：與菅原道真共同被祭祀。
- 野口神社（奈良縣御所市）
- 草部吉見神社（熊本縣阿蘇郡高森町）

## 外部連結
- 《古事記》卷之二  第九章 大和朝廷成立
- 《日本書紀》卷第四　欠史八代紀 （页面存档备份，存于）